# Главати пиринчев пацов
Главати пиринчев пацов или боливијски пиринчев хрчак (лат. Euryoryzomys legatus, енгл. big-headed rice rat, рус. Боливийский рисовый хомяк) је врста глодара из породице хрчкова (лат. Cricetidae). 

## Распрострањење
Врста има станиште у Аргентини и Боливији.

## Станиште
Главати пиринчев пацов има станиште на копну.

## Угроженост
Ова врста није угрожена, и наведена је као последња брига јер има широко распрострањење.

### Популациони тренд
Популација ове врсте се смањује, судећи по расположивим подацима.